# Salinópolis
Salinópolis este un oraș în Pará (PA), Brazilia.